# Maria Walpole

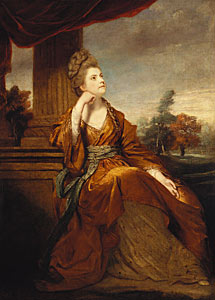
Maria Walpole av Joshua Reynolds.

Maria Walpole, född 10 juli 1736, död 22 augusti 1807, var en engelsk adelskvinna, i första äktenskapet grevinna av Waldegrave, och i andra äktenskapet prinsessa och kunglig hertiginna av Gloucester och Edinburgh som gift med prins Vilhelm Henrik av Storbritannien, hertig av Gloucester och Edinburgh. Hennes sista vigsel ledde till genomförandet av den nya kungliga äktenskapslagen Royal Marriages Act 1772.

## Biografi
Maria Walpole var utomäktenskaplig dotter till politikern Edward Walpole och Dorothy Clements. 
Hon blev 1759 gift med James Waldegrave, 2:e earl Waldegrave och fick tre döttrar. Hon blev änka 1763, då maken dog av smittkoppor. 
År 1766 gifte hon sig i hemlighet med prins Vilhelm. Vigseln hölls hemlig, eftersom monarken inte skulle ha samtyckt till vigseln då Marias föräldrar inte varit gifta, och eftersom hon var änka, dessutom änka efter en icke kunglig person. 
På grund av detta äktenskap, samt prins Henriks äktenskap med Anne Luttrell (1771), införde kungen den äktenskapslag som förbjöd medlemmar av kungahuset att gifta sig utan monarkens samtycke (1772). Lagen kunde dock inte tillämpas retroaktivt, och därför tvingades kungen erkänna äktenskapet mellan Vilhelm och Maria som lagligt och ge henne titeln kunglig hertiginna. Hon blev dock aldrig presenterad vid hovet. 
Hon beskrivs av memoarskrivaren lady Louisa Stuart som förtjusande och charmerande och väl medveten om hur hon skulle uppträda, "utan vett" men utan skuld.

## Barn
I första äktenskapet:
- Lady Elisabeth Laura Waldegrave (1760-1816), gift med sin kusin George Waldegrave, 4:e earl Waldegrave
- Lady Charlotte Maria Waldegrave (1761-1808), gift med George FitzRoy, 4:e hertig av Grafton
- Lady Anne Horatia Waldegrave (1762-1801), gift med lord Hugh Seymour, amiral

I andra äktenskapet:
- Prinsessan Sophia Mathilda (1773-1844) , ogift
- Prinsessan Caroline Augusta (1774-1775)
- Prins Vilhelm Fredrik, hertig av Gloucester och Edinburgh (1776-1834)